# McNabs Island
McNabs Island är en ö i Kanada.   Den ligger i provinsen Nova Scotia, i den sydöstra delen av landet, 1 000 km öster om huvudstaden Ottawa. Arean är 4,0 kvadratkilometer.
Terrängen på McNabs Island är platt. Öns högsta punkt är 47 meter över havet. Den sträcker sig 4,1 kilometer i nord-sydlig riktning, och 3,4 kilometer i öst-västlig riktning.